# Helmut Hellwig
Pour les articles homonymes, voir Hellwig.
Helmut Hellwig (né le 20 décembre 1933 à Wanne-Eickel et mort le 7 juin 2016 à Herne) est un homme politique allemand (SPD).

## Biographie
Après avoir été diplômé de l'école primaire, il effectue un apprentissage à la Deutsche Bundespost. Il est membre de l'Union postale allemande de 1948 à 1956 et à partir de 1957, membre de l'Union des services publics, des transports et de la circulation. De 1962 à 1980, il est directeur général à plein temps et président d'État du SJD « Die Falken ». De 1969 à 1975, il est membre de l'Assemblée régionale de Westphalie-Lippe. De mai 1987 à 1999, il est président de la commission de diffusion LfR de Rhénanie du Nord-Westphalie. Dans ce rôle, il joue un rôle-clé dans la mise en place de la radiodiffusion privée en Rhénanie du Nord-Westphalie. Pour cela, il reçoit l'ordre du Mérite de la République fédérale d'Allemagne par le secrétaire d'État Wolfgang Riotte à Düsseldorf. Il est président du «forum actuel» en Rhénanie du Nord-Westphalie et du «centre d'éducation et de loisirs Herne e. V. "

## Parti politique
Hellwig rejoint le SPD en 1953, est vice-président du comité exécutif du sous-district de Herne jusqu'en 1980 et est membre du comité exécutif de l'État du SPD pour la Rhénanie du Nord-Westphalie jusqu'en 1979.

## Parlementaire
Hellwig est conseiller municipal de la ville de Wanne-Eickel de 1964 à 1975 et président du conseil municipal du SPD de 1969 à 1975. Il est membre de Landtag de Rhénanie-du-Nord-Westphalie du 26 juillet 1970 au 31 mai 1995.